# Tommy Kaira
Tommy Kaira (jap. トミーカイラ Tomī Kaira), formalnie Tomita Dream Sales (jap. 株式会社トミタ夢販売 Kabushiki Kaisha Tomita Yume Hanbai) – japońskie przedsiębiorstwo zajmujące się produkcją samochodów sportowych i tuningiem samochodowym.
Przedsiębiorstwo założone zostało w 1968 roku jako Tomita Dream Factory, a jego siedziba mieści się w Kioto. Firmę założyli Yoshikazu Tomita i Kikuo Kaira.